# One Thing
One Thing è il terzo singolo del gruppo musicale anglo-irlandese One Direction, pubblicato nel 2012.

## Video musicale
Il video musicale di One Thing è stato diretto da Declan Whitebloom e pubblicato il 13 gennaio 2012. Nel video, i One Direction si esibiscono in giro per Londra, prima su un bus inglese per poi spostarsi in diversi parchi e in strada, di fronte ad un gruppo di persone.
È uno dei video che ha ottenuto la certificazione Vevo.

## Tracce
CD
1. One Thing – 3:19 (Yacoub, Falk, Kotecha)
2. I Should Have Kissed You – 3:34

Download digitale
1. One Thing – 3:17 (Yacoub, Falk, Kotecha)
2. I Should Have Kissed You – 3:33
3. One Thing (versione acustica) – 3:03
4. One Thing (videoclip, versione acustica) – 3:08

## Classifiche
| Classifica        | Posizione massima |
| ----------------- | ----------------- |
| Australia         | 3                 |
| Belgio (Fiandre)  | 37                |
| Belgio (Vallonia) | 47                |
| Canada            | 17                |
| Francia           | 91                |
| Irlanda           | 6                 |
| Nuova Zelanda     | 16                |
| Paesi Bassi       | 72                |
| Regno Unito       | 9                 |
| Slovacchia        | 47                |
| Stati Uniti       | 39                |

### Classifiche di fine anno
| Classifica | Posizione |
| ---------- | --------- |
| Canada     | 51        |